# Frederik Adeler (stiftamtmand)
 Der er flere personer med dette navn, se Frederik Adeler.
Frederik Adeler (3. maj 1700 på Christianshavn – 28. december 1766 i Christianssand) var en dansk stiftamtmand og godsejer.
Han var søn af gehejmeråd Frederik Christian von Adeler (død 1726). Han rejste 1722 udenlands med to af sine brødre, besøgte i løbet af 4 år Tyskland og Nederlandene, England, Frankrig og Italien og blev kort efter sin hjemkomst 1726 kammerjunker hos dronning Anna Sophie. Samtidig med sit giftermål blev han 1727 etatsråd og amtmand over Kalundborg, Sæbygård, Dragsholm og Holbæk Amter, 1740 konferensråd, 1749 ved Jubelfesten Ridder af Dannebrog og 1751 ved bytte med sin svoger Joachim Hartwig Johann von Barner stiftamtmand i Christianssand og amtmand over Nedenæs og Råbyggelaget. 1760 ved Jubelfesten blev han gehejmeråd og fik 1763 ordenen de l'union parfaite. Han døde i Christianssand 28. december 1766 og blev bisat med stor højtidelighed i Christianssands Domkirke 20. januar 1767 med parentation af stiftsprovsten, professor S. Friedlieb, men 30. maj samme år ført til familiebegravelsen i Vor Frue Kirke i København.
Han ejede i Norge herregården Gjemsø Kloster med Bratsberg hovedgård etc. ved Skien og i Sjælland (1727-54) Gundetved (nu Selchausdal) samt Egemarke og Alkestrup.
25. april 1727 blev han gift på Frederiksberg Slot med Anne Beate Rosenkrantz (28. september 1707 – 15. februar 1777 i Christiania). Hun var en datter af justitsråd Jørgen Rosenkrantz til Qvitzowsholm, havde fra sit 13. år været hofdame hos dronning Anna Sophie og fik 1757 ordenen de l'union parfaite. Hun beboede som enke Gjemsø Kloster og roses som en klog og fortræffelig dame, medens det om ægtefællen, uagtet flere gode egenskaber, hedder, at han var "bekjendt for sin indskrænkede Forstand".